# یغناجور
یغناجور (به ارمنی: Եղնաջուր) یک روستا در ارمنستان است که در گارناریچ واقع شده‌است.  در  کیلومتری شمال گیومری، مرکز استان شیراک واقع شده است.

## خصوصیات
یغناجور  ۲۷ نفر جمعیت دارد و در ارتفاع  متر بالاتر از سطح دریا قرار گرفته است.